# Maximilian Schumann
Maximilian Schumann (26. juni 1827 i Magdeburg – 5. september 1889 i Schierke, Harz) var en preussisk ingeniørofficer.
Han var oprindeligt preussisk oberstløjtnant i Ingeniørkorpset, trådte 1872 ud af hæren og kastede sig over konstruktionen af pansertårne, for hvilke han blev en af banebryderne. Knyttedes senere til Grusonwerk, sejrede med sine konstruktioner ved skydeforsøgene ved Bukarest (1886) og gjorde sig til talsmand for de såkaldte panserbefæstninger (se fæstning), der i deres reneste form fandt anvendelse ved Serethlinjen i Rumænien. Hans mest kendte værker er: Die Bedeutung drehbarer Geschützpanzer »Panzerlafette« für eine durchgreifende Reform der permanenten Befestigung (1884), Die Panzerlafetten und ihre fernere Entwickelung (1885).
Hans navn bliver nævnt flere gange i kupfilmen Ocean's Twelve fra 2004.